# Abkommen über den Europäischen Wirtschaftsraum
Das Abkommen über den Europäischen Wirtschaftsraum regelt den Europäischen Wirtschaftsraum. Es wurde am 2. Mai 1992 in Porto unterzeichnet und trat zwischen der Europäischen Gemeinschaft, der Europäischen Gemeinschaft für Kohle und Stahl, ihren damaligen Mitgliedstaaten (EG-12) und der Republik Finnland, der Republik Island, dem Königreich Norwegen, der Republik Österreich und dem Königreich Schweden am 1. Januar 1994, für das Fürstentum Liechtenstein am 1. Mai 1995 in Kraft. Es beteiligt die Mitgliedstaaten der Europäischen Freihandelsassoziation (EFTA) – mit Ausnahme der Schweizerischen Eidgenossenschaft, die das Abkommen nicht ratifizierte – am Binnenmarkt der Europäischen Gemeinschaft. Die seit dem Inkrafttreten des EWR-Abkommens der EU beigetretenen Staaten, die zum Zeitpunkt ihres EU-Beitrittes nicht bereits Vertragspartei des EWR-Abkommens gewesen sind (2004, 2007 und 2013), sind dem Abkommen beigetreten und seitdem Vertragspartei des Abkommens, wobei das Übereinkommen über die Beteiligung der Republik Kroatien am Europäischen Wirtschaftsraum, das den Hauptteil des EWR-Abkommens dahingehend anpasst, dass die Republik Kroatien Vertragspartei des Abkommens ist, bisher noch nicht in Kraft getreten ist, sondern – seit dem 12. April 2014 – vorläufig angewandt wird. Mit Auslaufen der Europäischen Gemeinschaft für Kohle und Stahl 2002 gingen durch Artikel 1 des EGKS-Rechtsnachfolgebeschlusses die Rechte und Verpflichtungen aus den von der EGKS geschlossenen internationalen Übereinkünften am 24. Juli 2002 auf die Europäische Gemeinschaft über. Mit Inkrafttreten des Vertrages von Lissabon am 1. Dezember 2009 wurde Europäische Union ihrerseits Rechtsnachfolgerin der Europäischen Gemeinschaft.

## Beitritt
Artikel 128 Absatz 1 Satz 1 des Abkommens regelt:

„Jeder europäische Staat, der Mitglied der Gemeinschaft wird, beantragt, und die Schweizerische Eidgenossenschaft sowie jeder europäische Staat, der Mitglied der EFTA wird, kann beantragen, Vertragspartei dieses Abkommens zu werden.“

Demnach ist die Stellung eines solchen Antrages für Mitgliedstaaten der EU obligatorisch, für Mitgliedstaaten der EFTA optional.

## Rücktritt
„Jede Vertragspartei kann von diesem Abkommen zurücktreten, sofern sie dies mindestens zwölf Monate zuvor den übrigen Vertragsparteien schriftlich mitteilt.“